# بیسین، ویکتوریا
بیسین، ویکتوریا (انگلیسی: The Basin, Victoria) در حومه شهر ملبورن استرالیا و در ۳۱ کیلومتری شرق مرکز این شهر قرار گرفته‌است.